# Argenton-les-Vallées
Argenton-les-Vallées är en kommun i departementet Deux-Sèvres i regionen Nouvelle-Aquitaine i västra Frankrike. Kommunen ligger i kantonen Argenton-les-Vallées som tillhör arrondissementet Bressuire. År 2018 hade Argenton-les-Vallées 1 578 invånare.

## Befolkningsutveckling
Antalet invånare i kommunen Argenton-les-Vallées
| Referens: INSEE |